# Mission Scooby-Doo
Mission Scooby-Doo (Originaltitel: Scooby-Doo Mystery Incorporated) ist eine US-amerikanische Zeichentrickserie, die ab 2010 von Warner Bros. Animation produziert wurde. Sie ist der elfte Ableger der Scooby-Doo-Serie der Hanna-Barbera-Studios aus den „Saturday morning cartoons“.

## Inhalt
Scooby-Doo und seine Freunde Fred, Daphne, Velma und Shaggy wohnen im kleinen Städtchen Crystal Cove, auch bekannt als "der verfluchteste Ort der Welt" und lösen dort mit ihrer Agentur "Mystery Inc." unerklärliche Fälle, was den Bewohnern der Stadt nicht besonders gefällt, denn seitdem es heißt, dass es dort spukt, leben sie vom aufblühenden Tourismus. Der Bürgermeister Fred Jones Sr. ist am wenigsten begeistert, dass sein Sohn Fred mit seinen Freunden die mysteriösen Wesen verjagt. Was sie erst nicht wissen ist, dass die Stadt ein dunkles Geheimnis hat.

## Synchronisation
Die deutsche Synchronisation wird von der Synchronfirma SDI Media Germany in Berlin erstellt. Fürs Dialogbuch und -regie ist Sven Plate verantwortlich.
| Rolle                 | Originalsprecher  | Deutscher Sprecher |
| --------------------- | ----------------- | ------------------ |
| Shaggy Rogers         | Matthew Lillard   | Florian Halm       |
| Scooby-Doo            | Frank Welker      | Willi Röbke        |
| Fred Jones            | Frank Welker      | Tobias Müller      |
| Daphne Blake          | Grey DeLisle      | Jill Schulz        |
| Velma Dinkley         | Mindy Cohn        | Giuliana Jakobeit  |
| Sheriff Bronson Stone | Patrick Warburton | Tilo Schmitz       |

## Ausstrahlung
In den USA begann die Ausstrahlung der 26 Folgen umfassenden erste Staffel am 12. Juli 2010 beim US-Kabelsender Cartoon Network. Die letzte Episode der ersten Staffel wurde am 26. Juli 2011 erstausgestrahlt. Eine zweite Staffel mit weiteren 26 Folgen sollte ab dem 3. Mai 2012 folgen. Der Start wurde auf den 10. Juli 2012 verschoben.
In Deutschland begann die Ausstrahlung der Serie am 27. Februar 2012 beim Pay-TV-Sender Cartoon Network. Ihre Free-TV-Premiere fand rund einen Monat später am 7. April 2012 auf Kabel eins statt.
Am 25. Februar 2013 gab Cartoon Network bekannt, dass die Serie mit der 2. Staffel abgeschlossen sei.
| Staffel   | Episoden | Ausstrahlung (USA) Cartoon Network | Ausstrahlung (Deutschland) Cartoon Network |
| --------- | -------- | ---------------------------------- | ------------------------------------------ |
| Staffel 1 | 26       | 12. Juli 2010 bis 26. Juli 2011    | 27. Februar 2012 bis 2. April 2012         |
| Staffel 2 | 26       | 30. Juli 2012 bis 5. April 2013    | 16. Dezember 2013 bis 20. Januar 2014      |

## Episodenliste
| Nummer (gesamt) | Nummer (Staffel) | Originaltitel                                | Deutscher Titel                      | Erstausstrahlung (Cartoon Network) | Dt. Erstausstrahlung (Cartoon Network) |
| Staffel 1       | Staffel 1        | Staffel 1                                    | Staffel 1                            | Staffel 1                          | Staffel 1                              |
| --------------- | ---------------- | -------------------------------------------- | ------------------------------------ | ---------------------------------- | -------------------------------------- |
| 01              | 01               | Beware the Beast from Below                  | Das Biest aus dem Untergrund         | 12. Juli 2010                      | 27. Februar 2012                       |
| 02              | 02               | The Creeping Creatures                       | Die Kroko-Menschen                   | 19. Juli 2010                      | 28. Februar 2012                       |
| 03              | 03               | The Secret of the Ghost Rig                  | Der Geistertruck                     | 26. Juli 2010                      | 1. März 2012                           |
| 04              | 04               | Revenge of the Man Crab                      | Die Rache der Menschenkrabben        | 2. August 2010                     | 29. Februar 2012                       |
| 05              | 05               | The Song of Mystery                          | Das geheimnisvolle Lied              | 9. August 2010                     | 2. März 2012                           |
| 06              | 06               | The Legend of Alice May                      | Die Legende von Alice May            | 16. August 2010                    | 27. Februar 2012                       |
| 07              | 07               | In Fear of the Phantom                       | Angst vor dem Phantom                | 23. August 2010                    | 6. März 2012                           |
| 08              | 08               | The Grasp of the Gnome                       | Der Angriff des Gnoms                | 30. August 2010                    | 7. März 2012                           |
| 09              | 09               | Battle of the Humungonauts                   | Angriff der Humongonauten            | 6. September 2010                  | 8. März 2012                           |
| 10              | 10               | Howl of the Fright Hound                     | Das Heulen des Geisterhundes         | 4. Oktober 2010                    | 9. März 2012                           |
| 11              | 11               | The Secret Serum                             | Das Geheimserum                      | 11. Oktober 2010                   | 12. März 2012                          |
| 12              | 12               | The Shrieking Madness                        | Der schreiende Wahnsinn              | 18. Oktober 2010                   | 13. März 2012                          |
| 13              | 13               | When the Cicada Calls                        | Wenn die Zikade ruft                 | 25. Oktober 2010                   | 14. März 2012                          |
| 14              | 14               | Mystery Solvers Club State Finals            | Nur geträumt                         | 3. Mai 2011                        | 15. März 2012                          |
| 15              | 15               | The Wild Brood                               | Die Wilde Brut                       | 10. Mai 2011                       | 16. März 2012                          |
| 16              | 16               | Where Walks Aphrodite                        | Aphrodites Schwur                    | 17. Mai 2011                       | 19. März 2012                          |
| 17              | 17               | Escape From Mystery Manor                    | Flucht aus der geheimnisvollen Villa | 24. Mai 2011                       | 20. März 2012                          |
| 18              | 18               | The Dragon's Secret                          | Das Geheimnis des Drachen            | 31. Mai 2011                       | 21. März 2012                          |
| 19              | 19               | Nightfright                                  | Der frustrierte Autor                | 7. Juni 2011                       | 22. März 2012                          |
| 20              | 20               | The Siren's Song                             | Das Lied der Sirene                  | 14. Juni 2011                      | 23. März 2012                          |
| 21              | 21               | Menace of the Manticore                      | Die Bedrohung des Mantikor           | 21. Juni 2011                      | 26. März 2012                          |
| 22              | 22               | Attack of the Headless Horror                | Angriff des Schrumpfkopfs            | 28. Juni 2011                      | 27. März 2012                          |
| 23              | 23               | A Haunting in Crystal Cove                   | Spuk in Crystal Cove                 | 5. Juli 2011                       | 28. März 2012                          |
| 24              | 24               | Dead Justice                                 | Der Gesetzeshüter                    | 12. Juli 2011                      | 29. März 2012                          |
| 25              | 25               | Pawn of Shadows                              | Das Schattenpfand                    | 19. Juli 2011                      | 30. März 2012                          |
| 26              | 26               | All Fear the Freak                           | Alle fürchten den Freak              | 26. Juli 2011                      | 2. April 2012                          |
| Staffel 2       |                  |                                              |                                      |                                    |                                        |
| 27              | 01               | The Night The Clown Cried                    | Die Nacht, in der der Clown weinte   | 30. Juli 2012                      | 16. Dezember 2013                      |
| 28              | 02               | The House Of The Nightmare Witch             | Baba Yagas Haus                      | 31. Juli 2012                      | 17. Dezember 2013                      |
| 29              | 03               | The Night The Clown Cried II: Tears Of Doom! | Kidnapping                           | 1. August 2012                     | 18. Dezember 2013                      |
| 30              | 04               | Web Of The Dreamweaver!                      | Der Traumweber                       | 2. August 2012                     | 19. Dezember 2013                      |
| 31              | 05               | The Hodag Of Horror                          | Der schreckliche Hodag               | 3. August 2012                     | 20. Dezember 2013                      |
| 32              | 06               | Art Of Darkness                              | Düstere Kunst                        | 6. August 2012                     | 23. Dezember 2013                      |
| 33              | 07               | The Gathering Gloom                          | Der Friedhofs-Ghul                   | 7. August 2012                     | 24. Dezember 2013                      |
| 34              | 08               | Night On Haunted Mountain                    | Die Nacht auf dem Spukberg           | 8. August 2012                     | 25. Dezember 2013                      |
| 35              | 09               | Grim Judgement                               | Der Verächter                        | 9. August 2012                     | 26. Dezember 2013                      |
| 36              | 10               | Night Terrors                                | Nächtliche Schrecken                 | 10. August 2012                    | 27. Dezember 2013                      |
| 37              | 11               | The Midnight Zone                            | Die Mitternachtszone                 | 13. August 2012                    | 30. Dezember 2013                      |
| 38              | 12               | Scarebear                                    | Der Schreckensbär                    | 14. August 2012                    | 31. Dezember 2013                      |
| 39              | 13               | Wrath Of The Krampus                         | Der Zorn des Krampus                 | 15. August 2012                    | 1. Januar 2014                         |
| 40              | 14               | The Heart Of Evil                            | Das Herz des Bösen                   | 16. August 2012                    | 2. Januar 2014                         |
| 41              | 15               | Theater Of The Doomed                        | Das Theater der Verdammten           | 17. August 2012                    | 3. Januar 2014                         |
| 42              | 16               | Aliens Among Us                              | Außerirdische unter uns              | 25. März 2013                      | 6. Januar 2014                         |
| 43              | 17               | The Horrible Herd                            | Die fürchterliche Herde              | 25. März 2013                      | 7. Januar 2014                         |
| 44              | 18               | Dance Of The Undead                          | Totentanz                            | 26. März 2013                      | 8. Januar 2014                         |
| 45              | 19               | The Devouring                                | Das große Fressen                    | 27. März 2013                      | 9. Januar 2014                         |
| 46              | 20               | Stand And Deliver                            | Der gutaussehende Wegelagerer        | 28. März 2013                      | 10. Januar 2014                        |
| 47              | 21               | The Man In The Mirror                        | Der Mann im Spiegel                  | 29. März 2013                      | 13. Januar 2014                        |
| 48              | 22               | Nightmare In Red                             | Albtraum in Rot                      | 2. April 2013                      | 14. Januar 2014                        |
| 49              | 23               | Dark Night Of The Hunters                    | Die dunkle Nacht der Jäger           | 3. April 2013                      | 15. Januar 2014                        |
| 50              | 24               | Gates Of Gloom                               | Das Tor zum Schicksal                | 4. April 2013                      | 16. Januar 2014                        |
| 51              | 25               | Through The Curtain                          | Der Schleier lüftet sich             | 5. April 2013                      | 17. Januar 2014                        |
| 52              | 26               | Come Undone                                  | Der Untergang der Welt               | 5. April 2013                      | 20. Januar 2014                        |